# Nils Gyllenberg
Nils Carl Hjalmar Gyllenberg, född 18 maj 1888 i Åminnefors, Pojo, Finland, död 1959, var en svensk militär, flygare, agronom och målare.
Han var son till ingenjören Alexander Hjalmar Leonard Gyllenberg och Hedvig Charlotta Korsman och från 1928 gift med Elisabeth Wallgren. Gyllenberg studerade till agronom vid Alnarps lantbruksinstitut 1908-1910 och fortsatte därefter en utbildning till reservofficer och pilot. Han avslutade sin militära bana som underlöjtnant i Livgardet till häst. Han studerade konst vid Konsthögskolan i Stockholm 1923-1928 och under ett flertal studieresor till Paris och Wien. Han ställde ut sin konst tillsammans med sin fru och medverkade i utställningar på Liljevalchs konsthall i Stockholm. Hans konst består av porträtt, figurkompositioner och landskapsmålningar. Gyllenberg är representerad vid Eskilstuna konstmuseum. 